# Эрикссон, Ингела
Инге́ла Линне́я Э́рикссон-Но́рденберг (швед. Ingela Linnéa Ericsson-Nordenberg; 27 сентября 1968, Нючёпинг) — шведская гребчиха-байдарочница, выступала за сборную Швеции на всём протяжении 1990-х годов. Бронзовый призёр летних Олимпийских игр в Атланте, серебряный и бронзовый призёр чемпионатов мира, победительница многих регат национального и международного значения.

## Биография
Ингела Эрикссон родилась 27 сентября 1968 года в Нючёпинге, лен Сёдерманланд. Активно заниматься греблей начала с раннего детства, проходила подготовку в каноэ-клубе под названием «Бровикенс» в городе Норрчёпинге.
Первого серьёзного успеха на взрослом международном уровне добилась в 1994 году, когда попала в основной состав шведской национальной сборной и побывала на чемпионате мира в Мехико, откуда привезла награду бронзового достоинства, выигранную в зачёте четырёхместных экипажей на дистанции 500 метров. Год спустя на мировом первенстве в немецком Дуйсбурге выиграла бронзовую медаль в четвёрках на двухстах метрах.
Благодаря череде удачных выступлений удостоилась права защищать честь страны на летних Олимпийских играх 1996 года в Атланте — в составе четырёхместного экипажа, куда вошли также гребчихи Агнета Андерссон, Анна Ульссон и Сусанна Русенквист, завоевала бронзовую медаль на пятистах метрах — в финале её обошли лишь экипажи из Германии и Швейцарии.
После Олимпиады Эрикссон осталась в гребной команде Швеции и продолжила принимать участие в крупнейших международных регатах. Так, в 1997 году она выступила на чемпионате мира в канадском Дартмуте, где вновь стала бронзовым призёром в четвёрках на двухсотметровой дистанции. В следующем сезоне на аналогичных соревнованиях в венгерском Сегеде получила в той же дисциплине серебро. Будучи в числе лидеров шведской национальной сборной, благополучно прошла квалификацию на Олимпийские игры 2000 года в Сиднее, тем не менее, на сей раз попасть в число призёров не смогла, вместе с напарницей Анной Ульссон показала в финале полукилометрового зачёта восьмой результат. Вскоре по окончании этих соревнований приняла решение завершить карьеру профессиональной спортсменки, уступив место в сборной молодым шведским гребчихам.